# おかはちワイド チューチュートレイン
おかはちワイド　チューチュートレインは、KBCラジオで放送している夜の生ワイド番組である。2006年10月7日放送開始。
パーソナリティは、おかはちこと岡部はち郎。

## 放送時間
- 2006年10月〜2007年3月　土曜18:00-21:40
- 2007年4月〜2007年9月　土曜21:00-22:50（ナイター延長による短縮あり）
- 2007年10月〜　土曜18:00-21:00

## 特徴
- 番組コンセプトは列車の旅で、番組を聴くことを『乗車』『途中乗車』と言ったりする。
- 番組タイトルの『・・・チューチュー・・・』は勉強『中』・仕事『中』等何々『中』となにかやりながら聴いてくれという意味である。
- 内容は音楽が中心で、『乗車客（リスナー）』のリクエストや岡部の選曲、また岡部の関係で地元音楽関係者等を招いたりしてのトークもある。
- 番組中は岡部はウクレレを持って放送して、たまに弾いたりしながら放送する

| KBCラジオ 土曜日夜の生ワイド枠             | KBCラジオ 土曜日夜の生ワイド枠      | KBCラジオ 土曜日夜の生ワイド枠                         |
| 前番組                                     | 番組名                              | 次番組                                                 |
| ------------------------------------------ | ----------------------------------- | ------------------------------------------------------ |
| 夜はこれから!BOO3 （2004年4月〜2006年9月） | おかはちワイド チューチュートレイン | KBCサタデーミュージックカウントダウン （2008年10月〜） |